# Maria Muldaur
Maria Muldaur (* 12. září 1943) je americká zpěvačka. Narodila se v newyorské Greenwich Village a docházela na Hunter College High School. V šedesátých letech vystupovala na stejné scéně jako začínající Bob Dylan. Roku 2005 vystoupila v dokumentárním filmu o Dylanovi nazvaném No Direction Home. V letech 1969 a 1972 vydala dvě alba se svým manželem Geoffem Muldaurem. Od roku rokem 1973 vydává sólová alba. Vystupovala také se skupinou Jerry Garcia Band. Její dcera Jenni Muldaur se rovněž věnovala hudbě.